# 火烧粑
火烧粑，鄂东人也称其为粑，是中国湖北省东部、潜江市、麻城市等地的一道土特产。

## 特点
其制作方法主要是将发酵好的面团混入糖，分揉成小碗状的坨，在表面撒一些芝麻，贴在锅里，以桔梗作燃料烧烤，十几分钟后即可食用。火烧粑外壳焦黄，内部雪白，且有弹性，通常和焌米茶一起食用，既可消暑，又可充饥。制作火烧粑的柴禾以干松垭为主，以保味道焦香，与烙饼味道不同。鄂东当地人也包馅，主要是以鸡蛋韭菜、荠菜腊肉、缸豆、香椿苗等为主。